# Kamaldulenser

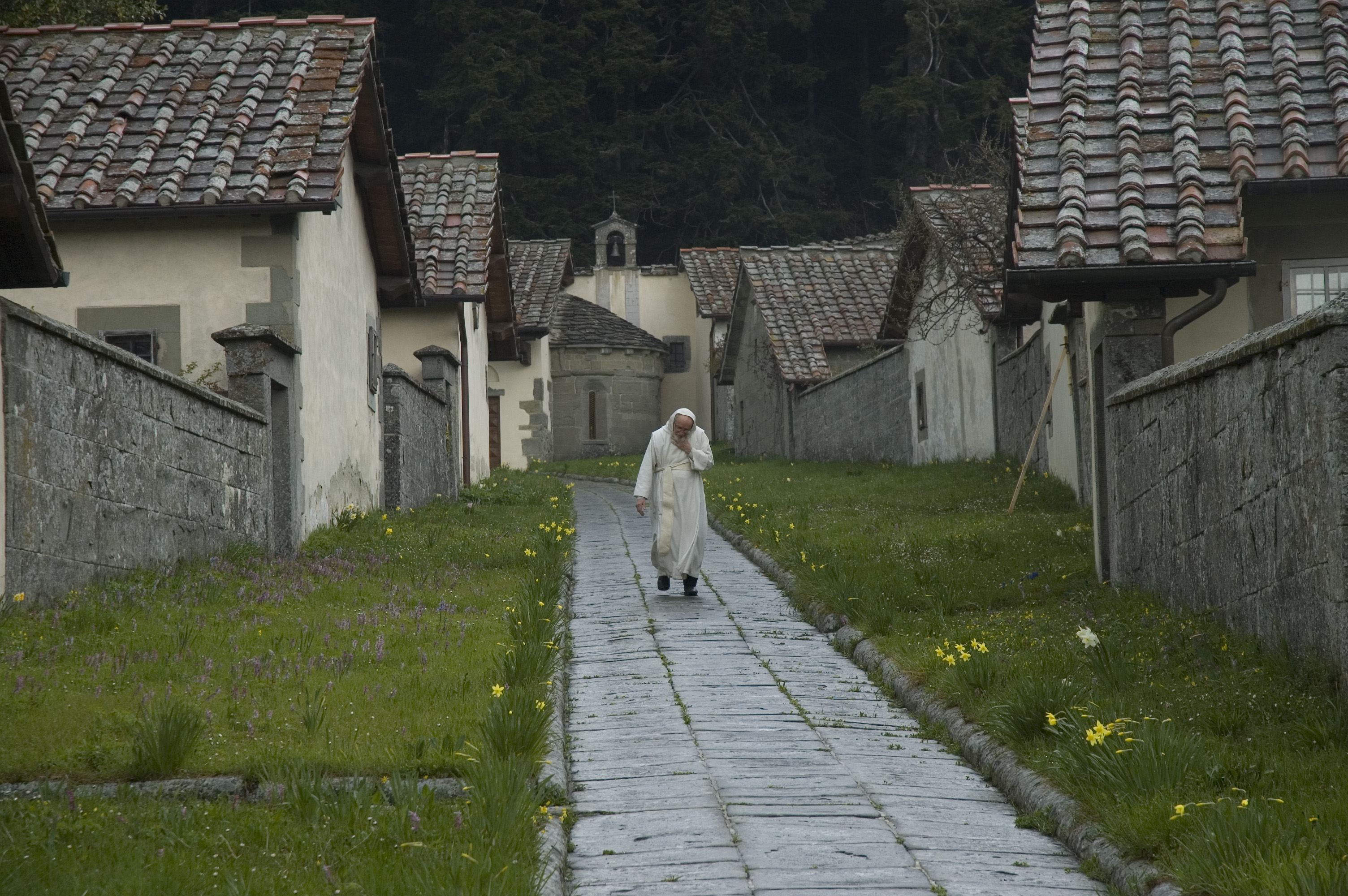
Eremit im Mutterkloster der Kamaldulenser im Eremo di Camaldoli

Habit der Kamaldulenser

Die Kamaldulenser (Ordenskürzel OSBCam) sind ein strenger Zweigorden der Benediktiner in der römisch-katholischen Kirche, der eremitische und zönibitische Elemente des Mönchslebens verbindet und der auf den heiligen Romuald von Camaldoli zurückgeht.

## Geschichte und Entwicklung
Zu Beginn des 11. Jahrhunderts begründete der hl. Romuald von Ravenna († 1027), ein Benediktiner mit Unterstützung des Bischofs Teodald von Arezzo eine Gemeinschaft, deren Regel die mönchische Lebensform mit Traditionen des Eremitentums verbinden sollte. Aus mehreren unabhängigen Klöstern und Einsiedeleien entstand der Orden der Kamaldulenser. Das von Romuald gegründete und für den Orden namengebende Mutterhaus und die Einsiedelei befinden sich in Camaldoli in Italien in der Provinz Arezzo, Toskana. Die Bischöfe von Arrezo, aber auch Kaiser Heinrich III. und andere förderten die Gemeinschaft, so dass der Orden von Camaldoli im Mittelalter aufblüte und 1072 von Alexander II. unter päpstlichen Schutz genommen wurde. Papst Paschalis II. errichtete die Kongregation formell im Jahr 1113. Auch im 12. Jahrhundert wuchsen Ansehen und Ausbreitung der des Kamalulenserordens weiter, wenngleich die unterschiedliche Anwendung und Entwicklung der Ordensverfassung (von 1080–1085) in der Folge auch zu Konflikten in den Männer- und Frauenklöstern beziehungsweise Einsiedeleien der Kongregation führte. Dennoch bereitete sich der Orden über viele Länder Europas aus und war auch bei der Christianisierung Polens und Ungarns beteiligt. Die Einrichtung der Laienbrüder wurde erstmals von den Kamaldulensern in das benediktinische Mönchtum eingeführt. Im 15. und 16. Jahrhundert öffnete sich der Orden zum Teil in beträchtlicher Weise dem Humanismus.
Die Kamaldulenser schlossen sich als Congregatio Camaldulensis Ordinis Sancti Benedicti 1966 der Benediktinischen Konföderation an. 1990 gab es zehn Klöstern mit 95 Mönchen, wovon 35 Priester waren. Im Jahr 2005 lebten in den zehn Klöstern (in Italien, Brasilien, den Vereinigten Staaten und Indien) 107 Mönche. In Deutschland besteht seit März 2019 eine kleine Niederlassung im Kloster Sankt Romuald auf dem Röderhof bei Hildesheim, das sich der Kongregation als ein vom Mutterkloster Camaldoli abhängiges Haus angeschlossen hat. Es ist die erste Niederlassung der Kamaldulenser in Deutschland.
Im Jahr 2024 gehörten dem Orden vier selbständige Klöster an (die Konventualpriorate Camaldoli und Fonte Avellana in Italien, New Camaldoli in Kalifornien und Ashram von Shantivanam in Indien) sowie weitere einfache Priorate oder abhängige Häuser mit insgesamt 93 Ordensmännern, davon 15 einfachen Professen.
Generalprior des Kongregation ist seit 2023 Matteo Ferrari. Einer seiner Vorgänger war Ambrogio Kardinal Bianchi.
Im Jahr 1510 reformierte Paolo Giustiniani (1476–1528) die Regel der Kamaldulenser. P. Paolo verstärkte bei seiner Reform nicht die asketischen Elemente, sondern ging nach dem Motto vor: „Leben allein mit Gott und für Gott allein.“ In seiner Theologie begründete er, dass das Mysterium Christi und die Realität des sakramentalen Lebens alles durchdringe und den Mittelpunkt des christlichen Ordenslebens bilde.
So entstand mit den Kamaldulenser-Eremiten von Monte Corona (lat. Congregatio Eremitarum Camaldulensium Montis Coronae, Ordenskürzel ECMC) ein neuer Zweig des Kamaldulenserordens. Diesem gehören heute 80 Mönche an, davon leben 25 in zwei polnischen Klöstern. Diese Kamaldulenser gründeten nicht nur Klöster, sondern halfen bei der Gründung einiger Städte in Polen und trugen zur Befreiung der Bauern von der Steuerzahlung bei. Ein berühmtes ehemaliges Kamaldulenserkloster in Litauen ist Kloster Pažaislis, das heute von Ordensschwestern bewohnt wird.
Generalprior der Kamaldulenser ist seit 2023 Matteo Ferrari.

## Lebensform und Spiritualität
Die Kamaldulenser leben sowohl nach der Benediktsregel als auch den Ordensstatuten, die auf den hl. Romuald zurückgehen. Sie tragen einen weißen Habit, zu dem eine Kukulle gehört, und wohnen entweder in größeren Einsiedler-Klöstern in einzelnen Zellenhäuschen mit kleinen Gärten, die von einer Klausurmauer eingefasst sind, oder in klassischen Klosteranlagen (wie z. B. im Monastero di Camaldoli).
Das Gebet, zu dem das Stundengebet gehört, das teils gemeinsam in der Kirche, teils allein in der Zelle verrichtet wird, die Arbeit und die geistliche Lesung füllen den Tag eines Kamaldulensers aus. Das ganze Leben der Kamaldulenser ist ausgerichtet auf die Verbindung mit Gott im Gebet und der Kontemplation. Die Klöster bieten Gastfreundschaft, die größeren Niederlassungen der Kongregation von Camaldoli darüber hinaus Studien-, Exerzitien- und interreligiöses Programm.
Tagesablauf in kamaldulensischen Klöstern:
| Eremo und Monastero di Camaldoli, Mutterklosterort der Kamaldulenser und Hauptsitz für die Kongregation von Camaldoli im Benediktinerorden | Holy Family Hermitage, Beispiel für eine Klostergemeinschaft in der Kamaldulensischen Kongregation von Monte Corona                             |
| --- | --- |
| Um 6 Uhr versammelt sich die Gemeinschaft zur Matutin (im Eremo außer am Montag, im Monastero außer am Samstag und Sonntag). | Der Tag beginnt um 3:30 Uhr mit der Matutin. |
| Um 6 Uhr versammelt sich die Gemeinschaft zur Matutin (im Eremo außer am Montag, im Monastero außer am Samstag und Sonntag). | Um 6 Uhr werden der Engel des Herrn und die Laudes gebetet. Anschließend wird die Heilige Messe ohne Gesang und ohne Musikinstrumente gefeiert. |
| Die Zeit bis zu den Laudes ist für die Lectio divina vorgesehen. | Nach der Messe beten die Mönche bis zum Frühstück gegen 7:30 Uhr in der Zelle die Terz und den Rosenkranz.                                      |
| Um 7:30 Uhr finden die Laudes statt. | Nach der Messe beten die Mönche bis zum Frühstück gegen 7:30 Uhr in der Zelle die Terz und den Rosenkranz.                                      |
| Anschließend können die Mönche im Refektorium frühstücken. | Nach der Messe beten die Mönche bis zum Frühstück gegen 7:30 Uhr in der Zelle die Terz und den Rosenkranz.                                      |
| Am Vormittag geht ein jeder seinen Tätigkeiten und Aufgaben nach. | Dann beginnt die Arbeit und um 11:45 Uhr die Sext, dieser folgt der Angelus.                                                                    |
| Im Monastero versammelt man sich von Montag bis Freitag um 12:35 Uhr zur Mittagshore und an Sonntagen um 11:30 Uhr zur Heiligen Messe. Im Eremo feiert man an Hochfesten und Festtagen um 11:30 Uhr und an Sonntagen um 11 Uhr die Hl. Messe; an den sonstigen Tagen wird um 12 Uhr die Mittagshore gebetet. (In der Österlichen Bußzeit ist im Eremo die Mittagsmesse außer samstags täglich.) | Dann beginnt die Arbeit und um 11:45 Uhr die Sext, dieser folgt der Angelus.                                                                    |
| Das anschließende Mittagessen nehmen die Mönche im jeweiligen Refektorium gemeinsam zu sich. | Um 12 Uhr wird das Mittagessen eingenommen. |
| Am Nachmittag geht ein jeder seinen Tätigkeiten und Aufgaben nach. | Bis 14 Uhr haben die Mönche freie Zeit. Dann beginnt der Nachmittag mit der Non.                                                                |
| Am Nachmittag geht ein jeder seinen Tätigkeiten und Aufgaben nach. | Bis 17 Uhr wird gearbeitet; anschließend gibt es das Abendessen.                                                                                |
| Am Nachmittag geht ein jeder seinen Tätigkeiten und Aufgaben nach. | Um 17:30 Uhr ist Zeit für die geistliche Lesung …                                                                                               |
| Im Eremo feiert man abends die Vesper, von Montag bis Samstag um 19 Uhr und am Sonntag um 18 Uhr. Im Monastero ist am Montag, Dienstag, Donnerstag und Freitag um 18:30 Uhr Hl. Messe mit integrierter Vesper; am Mittwoch, Samstag und Sonntag findet die Vesper um 18:45 Uhr statt. | … um 18:30 Uhr schließen sich die Vesper und eine Litanei an.                                                                                   |
| Das Abendessen nehmen die Gemeinschaften im jeweiligen Refektorium zu sich. | … um 18:30 Uhr schließen sich die Vesper und eine Litanei an.                                                                                   |
| Im Eremo laden ein, zwei Mönche um 20 Uhr zu einer Komplet in der „Capella della Vasa di Creta“ ein. | Der Tag endet mit der Komplet um 19:15 Uhr. |
| Im Monastero werden am Samstagabend und an Vorabenden von Hochfesten um 21 Uhr die Vigilien gefeiert. | Um 21 Uhr beginnt die Nachtruhe. |

## Bedeutende Kamaldulenser
- Einer der bedeutendsten Kamaldulenser, der zur Blüte und zur Entwicklung des Kamaldulenserordens beigetragen hat, war Petrus Damiani. Im Jahr 1828 erhob ihn Papst Leo XII. zum Kirchenlehrer.[7]
- Ein anderer wichtiger Ordensangehöriger war Ambrogio Traversari, der im 15. Jahrhundert als päpstlicher Legat maßgeblich das Konzil von Basel geprägt hat.
- Der als General der Kamaldulenser 1775 verstorbene Pater Ambrosius (Andreas Dubuisson; 1705–1775) war vor dem Ordenseintritt als Maler in der Werkstatt seines Schwagers Pesne in Berlin tätig.
- Der Kamaldulenser Fra Mauro (Bartolomeo Alberto Cappellari) wurde 1831 als Gregor XVI. Papst.
- René de Froulay de Tessé, vormals Marschall von Frankreich